# Çiler İlhan
Çiler İlhan (Regione dell'Anatolia Orientale, 1972) è una scrittrice turca.

## Biografia
Nata nel 1972, dopo gli studi di Relazioni Internazionali e Scienze Politiche all’Università del Bosforo e un tirocinio alla Glion Hotel School in Svizzera, ha lavorato come direttrice d’albergo.
Nel 1993 ha vinto il Notable Short Story Award all'interno dei Premi Yaşar Nabi e ha cominciato a pubblicare i suoi racconti in numerose riviste di letteratura.
Dopo aver lavorato come editrice e scrittrice freelance, ha esordito nel 2006 con la raccolta di racconti Rüya Tacirleri Odası.
La sua seconda opera, Esilio, uscita nel 2006, ha vinto nel 2011 il Premio letterario dell'Unione europea ed è stata pubblicata in 27 paesi.
È membra della sezione turca e tedesca del PEN, l'associazione di scrittori impegnata nella difesa degli autori oppressi e a favore della libertà d'espressione.

## Opere principali

### Racconti
- Rüya Tacirleri Odası (2006)
- Esilio (Sürgün, 2010), Roma, Del Vecchio, 2014 traduzione Eda Özbakay ISBN 978-88-6110-101-2.

### Antologie
- TimeOut Istanbul Stories di AA. VV. (2007)
- Bozcaada Stories di AA. VV. (2009)
- İpekli Mendil di AA. VV. (2014)
- Canımı Yakma di AA. VV. (2016)

## Premi e riconoscimenti
- Notable Short Story Award: 1993
- Premio letterario dell'Unione europea: 2011 vincitrice con Esilio